# Friedrich Georg Sibeth
Friedrich Georg Sibeth, auch Georg Sibeth, Pseudonym: von Mi (* 10. November 1793 in Güstrow; † 12. März 1880 ebenda), war ein deutscher Gutsherr und Schriftsteller in der niederdeutschen Sprache.

## Biografie
Friedrich Georg Sibeth war der Sohn des späteren Bürgermeisters von Güstrow Hofrat Carl (IX.) Sibeth (1756–1823) und dessen Ehefrau Katharina, geb. Eichmann (1768–1800). Schon sein Großvater, Carl (VII.) Sibeth (1715–1782), war in Güstrow Bürgermeister gewesen.
Sibeth besuchte die Domschule Güstrow und danach das Fellenbergsche Institut in Hofwil in der Schweiz, an dem zu dieser Zeit auch andere junge Persönlichkeiten aus Mecklenburg erzogen wurden. Er studierte ab 1812 Kameralistik an der Universität Göttingen, wo er gemeinsam mit seinem Bruder Carl Clamor Sibeth aus Güstrow aufgrund eines Corpsbestands auf einem Porzellanpfeifenkopf als Mitglied des Corps Vandalia Göttingen nachgewiesen ist. Danach kaufte er sich das Gut Wische bei Wismar und später den Werder in Güstrow. Hier war er in seinen letzten Jahren Domänenrat eines Kammerguts.
Sibeth, materiell gut versorgt, schrieb wohl mehr zum Zeitvertreib unter dem Pseudonym von Mi. Über sein Buch De Geschicht von de gollen Weig … schreibt ein deutscher Literaturwissenschaftler und Kritiker: „Ein seltsames Buch. In gewisser Weise eine Vorwegnahme modernen Erzählens, die mühelose Demonstration dessen, was Erzählen heißt oder heißen könnte …“  Sibeth schreibt oft als Ich-Erzähler über zum Beispiel seine Gespräche mit dem Jugendfreund „Entspekter Korl Möller“ und der Haushälterin „Selling (Mamsell) Hennemann“ und äußert u. a. Unmut über Güstrower Zustände, in spielerischem Unernst und in realer Kritik.

## Werke
- Dumm Hans oder dat Hasenhöden. Eine wohrhaftige Geschichte de sik vor Oellers mal begeben het nah Vatting Müllers sine Vertellung un in sine Mundort dalschreben in teigen Singsangs von Mi. Bützow 1867.
- Geschicht von den rieken Hamborger Kopmann Peter Stahl nah Vatting Müllers sine Vertellung un in sine Mundwies dalschreben in säbenteigen Verpustungen von Mi. Schwerin 1870.
- De Geschicht von de gollen Weig vermengelirt mit allerhand hüsliche Taustän’n un Begewnisse von Mi. Rostock und Schwerin 1874.
- Wörterbuch der mecklenburgisch-vorpommerschen Mundart zu den Werken Reuters. Leipzig 1876.